# Lobatera
Lobatera è un comune del Venezuela situato nello Stato di Táchira.
Il capoluogo del comune è la città di Lobatera.